# الاختطاف الدولي للأطفال
يُعد مصطلح الاختطاف الدولي للأطفال مرادفًا بشكل عام لمصطلح الاختطاف الدولي للوالدين وخطف الأطفال وسرقة الأطفال. ومع ذلك، فإن الاستخدام القانوني الأكثر دقة للاختطاف الدولي للأطفال ينشأ في القانون الدولي الخاص ويشير إلى الإبعاد غير القانوني للأطفال من منزلهم من قبل أحد المعارف أو أحد أفراد الأسرة إلى بلد أجنبي. تُستخدم كلمة «غير قانوني» في هذا السياق عادةً بمعنى وجود انتهاك لحقوق الحضانة ويعرف «المنزل» بأنه مكان الإقامة المعتادة للطفل. مثلما يتضح من «انتهاك حقوق الوصاية»، يندرج تحت ظاهرة الاختطاف الدولي للأطفال عمومًا الإبعاد غير القانوني الذي تخلق تنازعًا قانونيًا الذي يمكن بموجبه الوصول إلى سلطات قضائية متعددة لتتخذ قرارات تبدو معقولة ومتضاربة مع تطبيق جغرافي محدود. غالبًا ما تؤثر هذه النتيجة بشدة على وصول الطفل إلى الجزء الثاني من أسرته وعلاقته بها وقد تتسبب في فقد الأطفال لغتهم وثقافتهم واسمهم وجنسيتهم السابقة، وتنتهك حقوق العديد من الأطفال، ويمكن أن تسبب صدمة نفسية وعاطفية شديدة للطفل والأسرة.
هناك اعتقاد خاطئ شائع مفاده أن الخاطف في هذه الحالات ليس غريبًا، بالتالي فإن الأطفال ليسوا في خطر. أظهرت العديد من الدراسات الآثار الضارة على الأطفال والأسر وقد وُصف اختطاف الأطفال على أنه شكل من أشكال الاغتراب الوالدي وإساءة معاملة الأطفال. إن إضافة أبعاد دولية إلى الآثار الضارة لخطف الأطفال تزيد بشكل كبير من الآثار المترتبة على الأطفال والأسر. تُعد سهولة السفر عبر الدول في العصر الحديث الأمر الذي أدى بشكل طبيعي لزيجات دولية أدت إلى ارتفاع سريع في عدد عمليات الاختطاف الدولي للأطفال.
يحدث الاختطاف الدولي للأطفال عندما يأخذ أحد الوالدين أو يحتفظ بطفل قاصر بشكل غير قانوني في بلد غير الدولة التي يقيم\تقيم فيه الطفل\ة في العادة. إذا كان هذا البلد طرفًا في اتفاقية لاهاي المتعلقة بالجوانب المدنية للاختطاف الدولي للأطفال (التي تنطبق على الأطفال دون سن 16 عامًا)، سيُعاد الطفل إلى بلد الأصل. إذا كان هناك تعارض في القانون بين البلدين، يجب على الوصي اتباع قوانين البلد الذي يوجد فيه الطفل جسديًا. من الشائع جدًا أن يكون الوالد الذي لديه حضانة قانونية للطفل في البلد الذي يوجد فيه الطفل جسديًا مطلوبًا بتهمة الاختطاف الوالدي في بلد آخر. لا يمكن في مثل هذه الحالات نقل الطفل من البلد الذي يوجد فيه جسديًا قبل انتهاء حضانته في سن 18 عامًا، وإلا فلن يُعاد الطفل إلى الوالد الذي أخذ الطفل. لا يتعلق هذا بحقوق الطفل أو رعايته، بل بحقوق الوالدين فقط. وفقًا للقانون، يكون الوالد الذي تُرك هو الضحية الوحيدة من الناحية القانونية إذا لم يُرجع الطفل قبل انتهاء حضانته في سن 18 عامًا.

## أصل المصطلح
ما يسمى اليوم «اختطاف الوالدين» و«الاختطاف الدولي للأطفال» و«اختطاف الوالدين للأطفال» و«إتجار الوالدين بالأطفال» موجود طالما كانت هناك اختصاصات قانونية وحدود دولية مختلفة، على الرغم من تعدد أسمائها في كثير من الأحيان. لم ينجح أي من هذه الأسماء في قبول العصر الحديث لمصطلحات مثل الاختطاف الدولي للأطفال. يفتقر الباحثون عن تاريخ اختطاف الأطفال عبر الحدود إلى توحيد مجموعة مشتركة من المصطلحات أو القوانين بشكل مخصص من أجل التصدي للمشكلة سيئة التعريف في ذلك الوقت، ويجب عليهم البحث عن مصطلحات مثل «التدخل في الحجز» و«ازدراء أوامر حضانة الأطفال». يُستخدم مصطلح «الاختطاف القانوني» في الحالات التي يُنظر فيها إلى الأطفال على أنهم ممتلكات أكثر من كونهم أشخاصًا فرديو الحقوق.
لاحظ المشرعون صعوبة في وصف ومناقشة مصطلح اختطاف الأطفال على الصعيد الدولي، ولاحظت المناقشات التي دارت في مؤتمر لاهاي للقانون الدولي الخاص أن ما كان يشير إليه البعض مع اختلافات حول تسمية «الاختطاف القانوني» كان بمثابة التناقض الخاطئ لأن الاختطاف لا يمكن أن يجتمع مع القانون، أو بمعنى آخر: لا يمكن أن يكون الاختطاف قانونيًا. أدت الاستجابة لهذه المخاوف إلى صياغة مصطلح «الاختطاف الدولي للأطفال». استخدم المصطلح الأول مرة في عنوان اتفاقية لاهاي لعام 1980 بشأن الجوانب المدنية للاختطاف الدولي للأطفال. ومع ذلك، لم يُستخدم المصطلح في أي مكان في النص الفعلي للاتفاقية نفسها مع تفضيل المصطلحات الأكثر تقنية «الإبعاد غير المشروع» أو«الاحتفاظ غير المشروع» التي كانت أكثر ملاءمة لوصف آليات نظام الاتفاقية. استخدام المصطلح بشكل واسع الانتشار الآن ضمن مصطلحات القانون الدولي.

## تدويل قانون الأسرة
يجب اتخاذ قرار بشأن النظم والقوانين القانونية التي ينبغي تطبيقها في جميع نزاعات قانون الأسرة. يصبح هذا السؤال أكثر تعقيدًا عندما تحدث جوانب أو أطراف القضية في ولايات أو بلدان متعددة القوانين.
تأثرت قواعد قانون الأسرة الدولية اليوم بمفاهيم المسكن والجنسية بشدة. في أوروبا، نقح السياسي الإيطالي باسكالي مانشيني هذه الأفكار خلال القرن التاسع عشر إذ اعتقد أن المسائل المتعلقة بالأحوال الشخصية تحكمها جنسية الشخص. كان المبدأ السائد خلال نفس الفترة في الولايات المتحدة وأمريكا اللاتينية هو أن الاختصاص القضائي في المسائل الشخصية يحدده الموطن الذي حُصل عليه في الأمريكتين فور انتقاله إلى ولاية قضائية أجنبية حتى لو لم يحصل على الجنسية أو الإقامة.
بُذلت جهود عدة ابتداءً من أواخر القرن الثامن عشر وحتى أوائل العشرينات من أجل تطوير سلسلة من المعاهدات الدولية التي تحكم تنازع القانون الدولي في أوروبا. إن المعاهدات التي فضلت الجنسية باعتبارها العامل القضائي المحدد إما أنها لم تبدأ على الإطلاق، أو لم تُوقع على نطاق واسع أو واجهت مشاكل عملية كبيرة مع الدول التي تخلت عنها بعد التوقيع. في الوقت نفسه، أنتج نظام البلدان الأمريكية في أمريكا اللاتينية قانون بوستامانتي لعام 1928 واتفاقيات مونتيفيديو لعامي 1939 و1940. ومن الجدير بالملاحظة في هاتين الاتفاقيتين اللاحقتين تقديم تعريف لـ«الموطن» بدءًا بالإشارة إلى «الإقامة المعتادة» للأحوال المدنية. توجت الدروس المستفادة في الجهود السابقة من أجل إنشاء معاهدات متعددة الأطراف وناجحة في عدد من المعاهدات في منتصف القرن العشرين، مثل اتفاقية 1961 لحماية القصّر، واتفاقية نيويورك لعام 1956 بشأن استرداد الخارج من النفقة التي صيغت تحت رعاية الأمم المتحدة، واتفاقية لاهاي لعام 1961 بشأن صلاحيات السلطات والقانون المطبق فيما يتعلق بحماية القصر «اتفاقية 1961».
جلبت اتفاقية عام 1961 ابتكارًا في المصطلحات من خلال إيجاد حل وسط بين دعاة «الجنسية» باعتبارها العامل الحاسم للولاية القضائية والدعاة للنموذج الحديث المتمركز حول الواقع المتمثل في «الإقامة المعتادة». مثلما تضمنت لغة موسعة لتشمل كل من السلطات القضائية والإدارية ردًا على قضية بول، التي ادعت فيها السويد أن قانونها الإداري العام معفي من اتفاقية عام 1902 بشأن الوصاية على القصر لأنه لا يحكم سوى القانون القضائي الخاص المحلي وليس الإدارة العامة العامة القانون. أكدت اتفاقية عام 1961 أيضًا مفهوم «مصالح الطفل» أساسًا للسلطات التي تحمل جنسية الطفل من أجل إسقاط سلطات محل الإقامة المعتاد للطفل. على وجه الخصوص، نظر واضعو اتفاقية عام 1961 صراحة في حكم يتعلق بنقل طفل من مكان إقامته المعتادة بقصد التهرب من الولاية القضائية المشروعة لأسباب تتعلق بحضانة الطفل في المقام الأول. فشلت هذه المحاولة الأولى من أجل تدوين اختطاف الأطفال الدولي بسبب عدم القدرة على الاتفاق على تعريف أو طريقة لوصف هذه الظاهرة، مع التزام عدد من البلدان بمبدأ الجنسية الذي ينظم قانون الطفل والأسرة الشخصية غير قادر على تصنيف رعاياها الذين يأخذون الأطفال من دول أجنبية إلى دولتهم الأصلية على أنه تهرب بقصد الاحتيال.
في الحالات الفعلية لاختطاف الأطفال على المستوى الدولي، أدى عدم وجود حكم محدد بشأن اختطاف الأطفال في معاهدة عام 1961 إلى قيام البلدان بتفسير متعدد لمفهوم «الإقامة المعتادة» للاتفاقية بطريقة تسمح للآباء بنقل الأطفال إلى بلد أجنبي والحصول على «الإقامة المعتادة» بشكل فوري. وضع هذا الحكم القضائي في حيرة وخلق حوافز ضارة لنقل الأطفال من منازلهم إلى جهات قضائية أجنبية من أجل اللجوء لقانون الأسرة والحصول على نتائج رعاية أفضل مما يمكن الحصول عليها في ولاية منزل الطفل. في سبعينيات القرن الماضي، أدى عدم الرضا عن هذه النتائج إلى بذل الجهود من أجل سنّ اتفاقيات بشأن الاعتراف الأجنبي وتطبيق الأحكام ليصبح من الصعب على المحاكم تفضيل أحد الوالدين لمجرد رفع ذلك الوالد دعوى قضائية وطنية في ولايته الأصلية. اقترحت كندا أيضًا أن يعمل مؤتمر لاهاي على اتفاقية من أجل معالجة ما يطلق عليه «الاختطاف القانوني». تلقت لاهاي طلب كندا بحماس، واستلهمت من الاقتراح السويسري المقدم أصلًا في مجلس أوروبا في عام 1976 فقرة جديدة في قانون الأسرة الدولي بتسمية «الاختطاف الدولي للأطفال». على الرغم من أن مشكلة اختطاف الأطفال الدولي كانت مفهومة جيدًا ولكن كان إيجاد طريقة لمعالجة المشكلة في الممارسة العملية أمرًا بالغ الصعوبة، امتلك الاقتراح السويسري حلًا أنيقًا في بساطته. لماذا لا يتم ببساطة استرداد الوضع السابق؟